# Pangio semicincta
Pangio semicincta är en fiskart som först beskrevs av Fraser-brunner, 1940.  Pangio semicincta ingår i släktet Pangio och familjen nissögefiskar. Inga underarter finns listade i Catalogue of Life.